# Пригоди Плуто Неша
«Пригоди Плуто Неша» (англ. The Adventures of Pluto Nash) — американська науково-фантастична кінокомедія 2002 року режисера Рона Андервуда. У фільмі знялися Едді Мерфі, Ренді Квейд, Розаріо Довсон, Джо Пантоліано та ін.

## Сюжет
У 2080 році в колонії на Місяці, під назвою Мала Америка, колишній контрабандист Плуто Неш допоміг другові-невдасі, який мріяв про кар'єру поп-зірки, викупити у мафії брудний бар. До 2087 році один став поп-зіркою, а Плуто — господарем наймоднішого нічного закладу у Всесвіті. У цей момент тут, на Місяці, легалізували азартні ігри, і клуб знову став принадою для мафії. Незабаром до Плуто приходять гангстери на чолі з Моганом. Моган вимагає продати йому заклад. У відповідь на відмову негідники починають учиняти всілякі неподобства на зразок замахів, вибухів тощо, і Плуто разом з друзями не залишається нічого іншого, окрім як розшукати найголовнішого лиходія і поговорити з ним по щирості. Згодом стає відомо, що Моган своєю чергою допомагає загадковому Рексу Крейтору здійснити підступний план захоплення всього Місяця.

## У ролях
| Актор          | Роль                                                       |
| -------------- | ---------------------------------------------------------- |
| Едді Мерфі     | Плуто Неш / Рекс Кратер                                    |
| Ренді Квейд    | Бруно (андроїд)                                            |
| Розаріо Довсон | Діна Лейк (співачка)                                       |
| Джей Мор       | Тоні Френсіс                                               |
| Пітер Бойл     | Ровленд (поліцейський у відставці)                         |
| Луїс Гузман    | Фелікс Ларанга (контрабандист з Пуерто-Рико)               |
| Джо Пантоліано | Моган (мафіозі)                                            |
| Джеймс Ребгорн | Белчер (помічник Рекса Кратера)                            |
| Пем Грієр      | Флура Неш (мати Плуто Неша)                                |
| Джон Кліз      | Джеймс (голографічний водій лімузина)                      |
| Берт Янг       | Джино (мафіозі)                                            |
| Лілло Бранкато | Ларрі (мафіозі)                                            |
| Мігель Нуньєс  | Мігель (помічник Плуто)                                    |
| Іллеана Дуглас | доктор Мона Зіммер (оператор станції косметичної хірургії) |
| Марк Камачо    | робот                                                      |
| Алек Болдвін   | Майкл Маруччі (мафіозі)                                    |

## Критика
Стрічка є одним з найпровальніших фільмів в історії — при бюджеті у 100 млн дол, касові збори становили лише 7 млн дол. Фільм отримав дуже низьку оцінку як від критиків, так і від глядачів. Зокрема, на сайті «Rotten Tomatoes» він отримав рейтинг 4 % на основі 90 відгуків, а на сайті Metacritic — 12 із 100 балів, що означає «переважна неприязнь».
У 2003 році «Плуто Неш» був номінований у п'яти номінаціях нагороди «Золота малина», включаючи «Найгірший фільм», «Найгірший актор» (Едді Мерфі), «Найгірший режисер», «Найгірший сценарій» і «Найгірша пара на екрані» (Мерфі та сам клонований), але жодної з них не отримав. Пізніше він був номінований на найгіршу комедію за перші 25 років на 25-й премії «Золота малина» в 2005 році, але програв «Джилі».
Сам Едді Мерфі жартував над собою в інтерв'ю Барбарі Волтерс, кажучи: «Я знаю двох-трьох людей, яким сподобався цей фільм».